# Дезарруа, Антуан
Антуан Франсуа Дезарруа (фр. Antoine François Dezarrois; 11 сентября 1864, Макон — 6 января 1939, Фонтене-о-Роз) — французский гравёр.
Учился у крупнейших мастеров французской гравюры — Анрикеля-Дюпона, Жана Леона Жерома и Андре Жозефа Аллара. Дебютировал в Салоне французских художников в 1891 году, годом позже был удостоен Римской премии, в 1893—1896 гг. работал в Риме. Получил серебряную медаль Всемирной выставки 1900 года. Продолжал выставляться до 1938 года. В 1930 году эпизодически работал также над трёхфранковой почтовой маркой.
В 1929—1934 гг. возглавлял мастерскую глубокой печати в Парижской школе изящных искусств. Среди учеников Дезарруа — Пьер Гандон, Эдмон Ригаль, Жак Дерре.
Восемь гравюр Дезарруа (в том числе с «Моны Лизы» Леонардо да Винчи) находятся в собрании Лувра.
Кавалер Ордена Почётного легиона (1910).

## Галерея

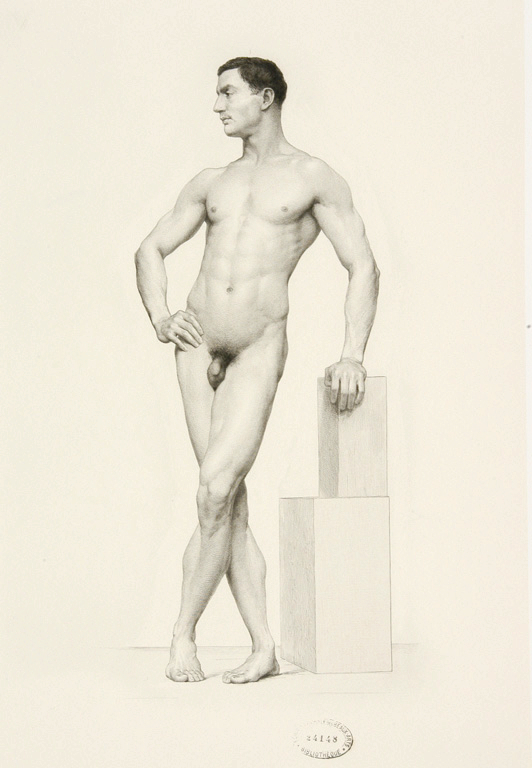
Этюд обнажённой мужской натуры (1892)
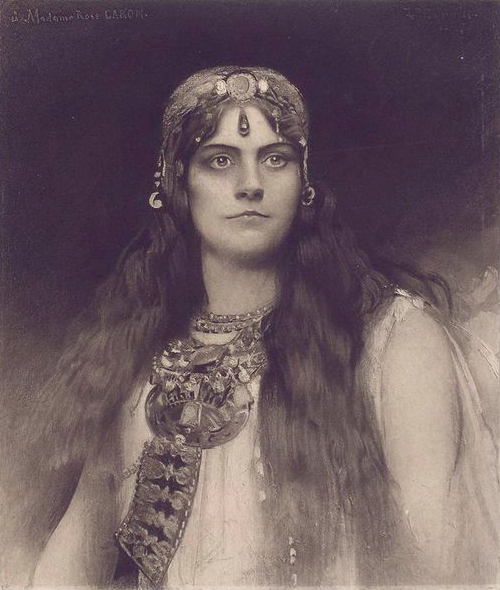
Роза Карон в опере Э. Рейера «Саламбо» (1896, по Леону Бонна)
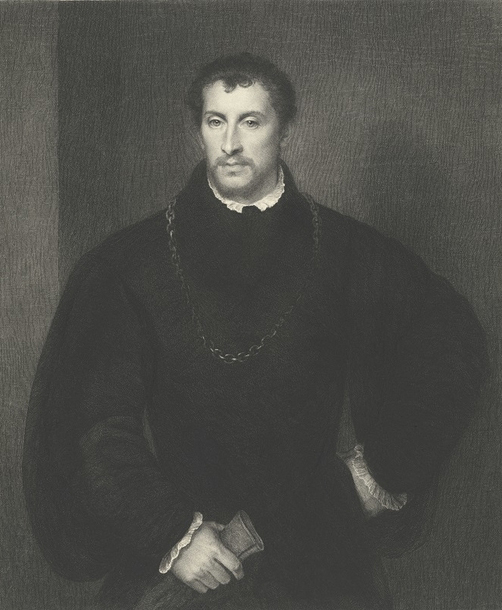
Портрет молодого англичанина (по Тициану)
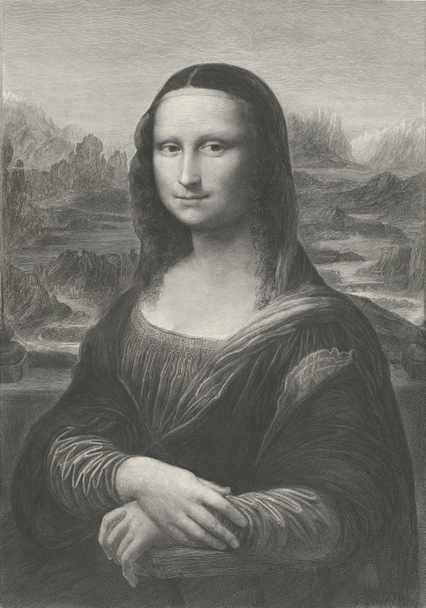
Мона Лиза (1926, по Леонардо да Винчи)